# El Gomeño
El Gomeño är en ort i Mexiko.   Den ligger i kommunen Saucillo och delstaten Chihuahua, i den nordvästra delen av landet, 1 100 km nordväst om huvudstaden Mexico City. El Gomeño ligger 1 181 meter över havet och antalet invånare är 364.
Terrängen runt El Gomeño är platt åt sydväst, men åt nordost är den kuperad. Runt El Gomeño är det glesbefolkat, med 9 invånare per kvadratkilometer. Närmaste större samhälle är Ciudad Delicias, 19,4 km nordväst om El Gomeño. Trakten runt El Gomeño består till största delen av jordbruksmark.